# Oberweis

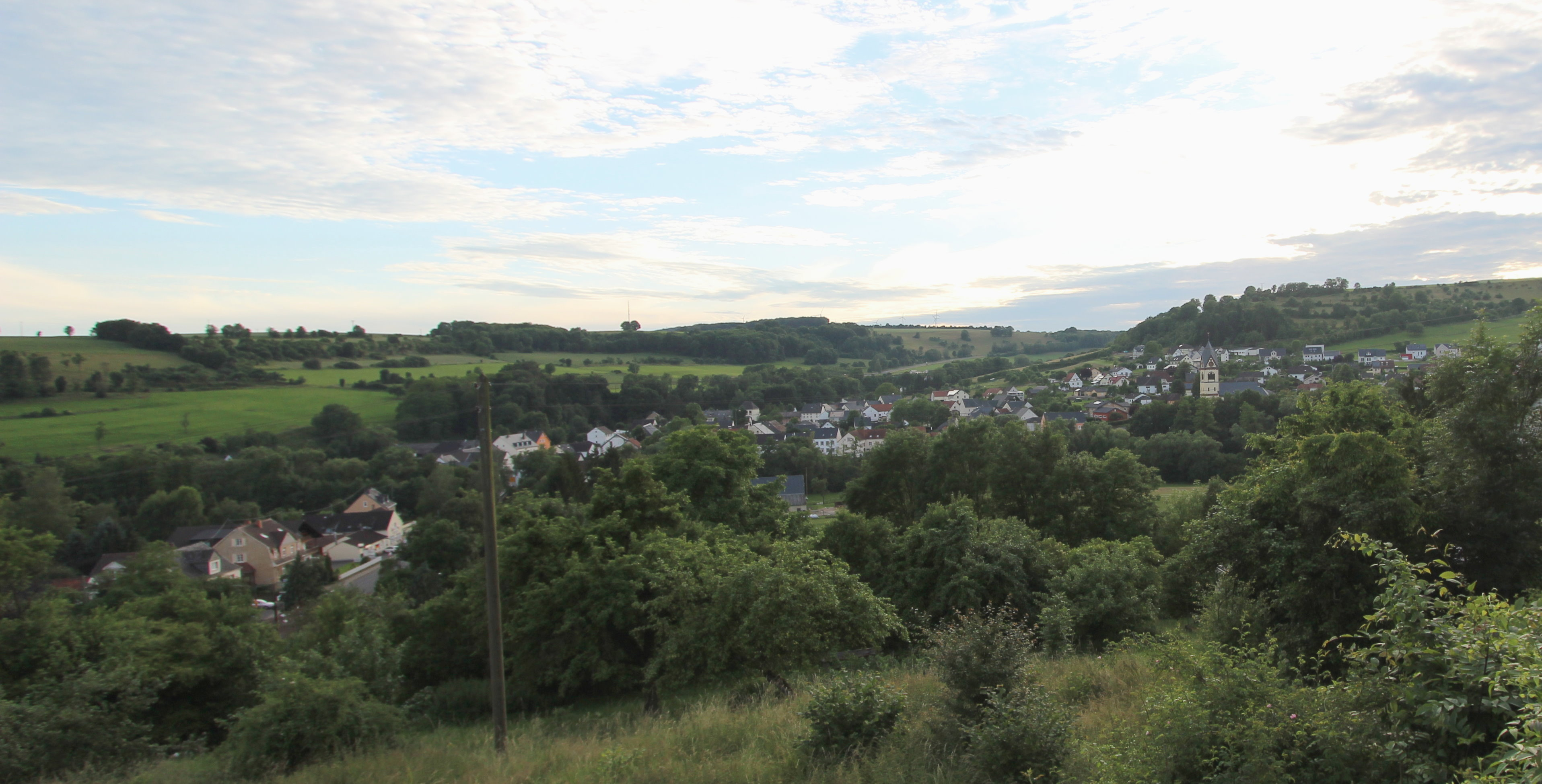
Oberweis 2016

Oberweis ist eine Ortsgemeinde im Eifelkreis Bitburg-Prüm in Rheinland-Pfalz. Sie gehört der Verbandsgemeinde Bitburger Land an.

## Geographie
Der Ort liegt in der Südwesteifel, etwa 10 km westlich der Kreisstadt Bitburg an der Prüm, sowohl an der Verbindung Trier–Bitburg, als auch Neuerburg–Vianden. Der Höhenmesspunkt für Oberweis liegt bei 240 m ü. NHN, 302 ha des Gemeindegebietes sind bewaldet.
Zu Oberweis gehören auch die Wohnplätze Birkenhof, Buchenhof, Burghof, Ludeshof und Unterbedhard.
Nachbarorte sind Brecht in Nordosten, Bitburg im Osten, Bettingen und Olsdorf im Südwesten sowie Mülbach im Nordwesten.

## Geschichte
Eine erste urkundliche Erwähnung erfährt der Ort Oberweis im Jahre 798/799 in einer Schenkungsurkunde an das Kloster Echternach. Oberweis hieß zu jener Zeit Wis an der Prüm oder wie in der Urkunde auf Lateinisch genannt Wis quod situm est super fluvio Prumia. Bereits im 9. Jahrhundert wird Oberweis in Bitburger Urkunden als einer Pfarrei zugehörig beschrieben.
Die Inbesitznahme des Linken Rheinufers durch französische Revolutionstruppen beendete die alte Ordnung. Der Ort wurde von 1798 bis 1814 Teil der Französischen Republik (bis 1804) und anschließend des Französischen Kaiserreichs. Als Sitz der Mairie Oberweis war das Dorf dem Arrondissement Bitbourg (Bitburg) des Departements der Wälder zugeordnet. Nach der Niederlage Napoleons kam Oberweis aufgrund der 1815 auf dem Wiener Kongress getroffenen Vereinbarungen zum Königreich Preußen und gehörte nun zum Kreis Bitburg des Regierungsbezirks Trier, der 1822 Teil der neu gebildeten preußischen Rheinprovinz wurde. Aus der Mairie wurde die Bürgermeisterei Oberweis, die 1871 mit fünf weitere Bürgermeistereien zum Amt Baustert (später Amt Oberweis) mit Sitz in Oberweis zusammengelegt wurde.
Als Folge des Ersten Weltkriegs war die gesamte Region dem französischen Abschnitt der Alliierten Rheinlandbesetzung zugeordnet. Während des Zweiten Weltkriegs war Oberweis öfters Schauplatz von Kriegseinwirkungen. So wurde Oberweis das erste Mal am 15. September 1944 von den amerikanischen Streitkräften bombardiert, da sie durch entdeckte Schützengräben in Oberweis eine besondere Stellung vermuteten. Daher flüchteten viele Einwohner in weiter zurückliegende Dörfer und ab Oktober 1944 wurden einzelne Bauwerke zerstört, wie beispielsweise an Aschermittwoch 1945 das Gasthaus Gasper mit der Post, aber auch später einzelne Zivilisten durch Flugbomben getötet. Nach dem Zweiten Weltkrieg war Oberweis erst unter US-amerikanischer, kurz darauf in französischer Hand, ehe die Luxemburger am 15. Dezember 1945 die Besatzung übernahmen. Am 10. Oktober 1946 gab Luxemburg den Posten wieder ab.
Im gleichen Jahr wurde Oberweis Teil des neu gebildeten Landes Rheinland-Pfalz. Das bis zu diesem Zeitpunkt bestehende Amt Oberweis wurde 1970 im Zuge der rheinland-pfälzischen Kommunalreform aufgeteilt. Oberweis gehörte zu der südöstlichen Hälfte, die mit anderen Ämtern zur Verbandsgemeinde Bitburg-Land zusammengeschlossen wurde, die wiederum zum 1. Juli 2014 in die Verbandsgemeinde Bitburger Land aufging.
Im Jahr 2002 feierte Oberweis sein 1200-jähriges Bestehen.
Bevölkerungsentwicklung
Die Entwicklung der Einwohnerzahl von Oberweis; die Werte von 1871 bis 1987 beruhen auf Volkszählungen:
| Jahr | Einwohner |
| 1815 | 253       |
| 1835 | 385       |
| 1871 | 476       |
| 1905 | 473       |
| 1939 | 597       |
| 1950 | 582       |

| Jahr | Einwohner |
| 1961 | 583       |
| 1970 | 585       |
| 1987 | 533       |
| 1997 | 609       |
| 2005 | 557       |
| 2023 | 593       |

## Politik

### Gemeinderat
Der Gemeinderat in Oberweis besteht aus zwölf Ratsmitgliedern, die bei der Kommunalwahl am 9. Juni 2024 in einer Mehrheitswahl gewählt wurden, und dem ehrenamtlichen Ortsbürgermeister als Vorsitzendem.

### Bürgermeister
André Szybalsky wurde am 29. September 2021 Ortsbürgermeister von Oberweis. Bei der Direktwahl am 26. September 2021 war der bisherige Erste Beigeordnete mit einem Stimmenanteil von 50,5 % zum Nachfolger von Klaus Manns gewählt worden, der zum 1. September 2021 sein Amt niedergelegt hatte. Bei der Direktwahl am 9. Juni 2024 wurde Szybalsky als einziger Bewerber mit 74,4 % für weitere fünf Jahre in seinem Amt bestätigt.
Seine Vorgänger waren:
- Klaus Manns (2014 bis 2021)[14][12]
- Erwin Schmidt (2004 bis 2014)[15]

### Wappen
| Wappen von Oberweis |
| Wappenbegründung: Oberweis zählte in der Herrschaft Neuerburg zum Besitz der Grafen von Manderscheid-Schleiden, die in ihrem Wappen einen roten Sparrenbalken auf goldenen Grund führten. Im Schildhaupt ist das Attribut des Kirchenpatrons St. Remigius, eine Taube mit Ölkrug, wiedergegeben. |

## Sehenswürdigkeiten

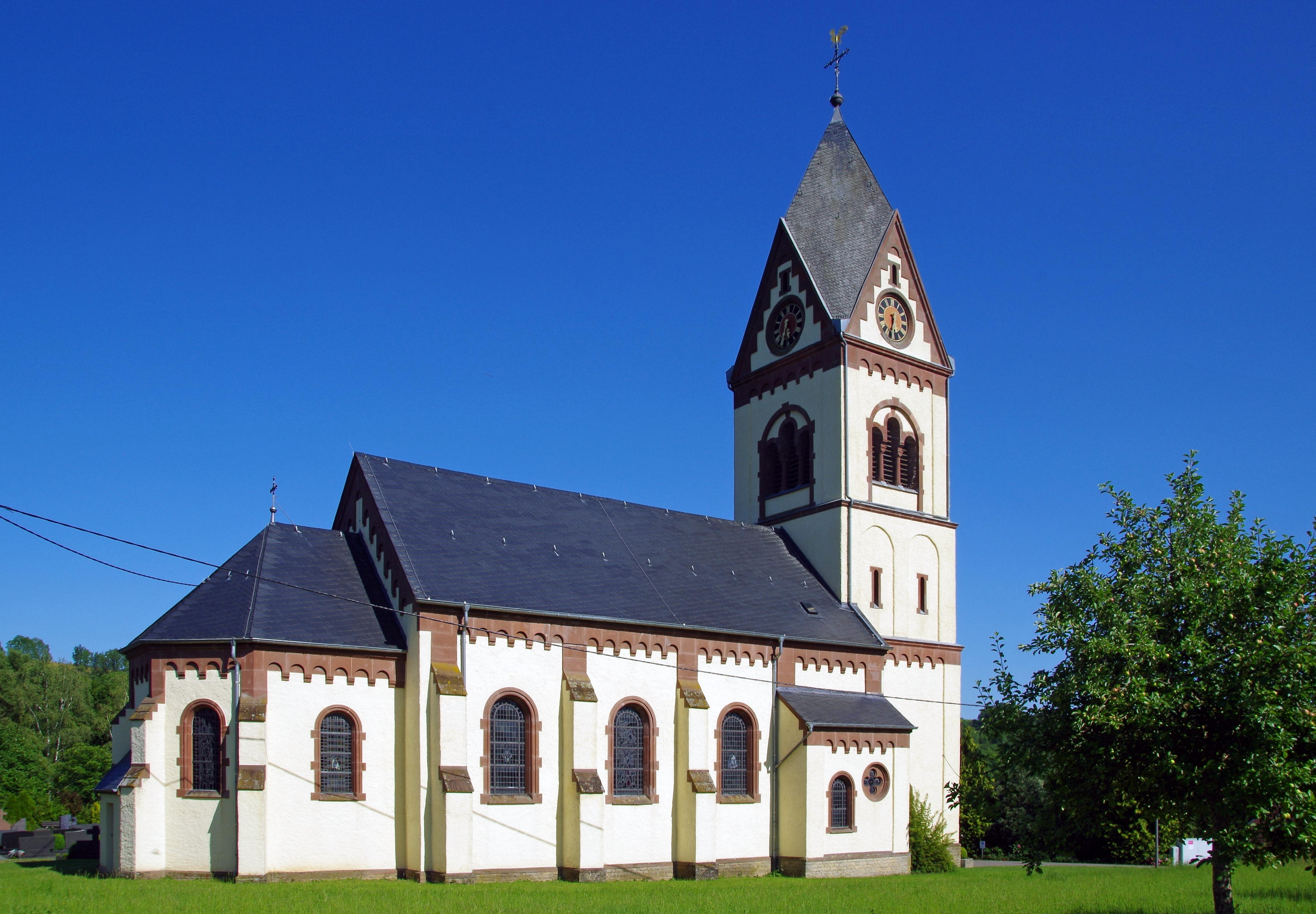
St. Remigius, Westseite

- St. Remigius, WestseitePfarrkirche St. Remigius (Figuren, Dreikönigsrelief)
- Römerbrunnen
- Kapellennische an der Friedhofsmauer (Anfang des 18. Jahrhunderts)
- Naturdenkmal Mergelhänge mit Orchideen
- Mosaikböden aus der römischen Villa. Dieser befindet sich allerdings im Haus Beda in Bitburg und in Teilen im rheinischen Landesmuseum Trier.

Siehe auch
- Liste der Kulturdenkmäler in Oberweis
- Liste der Naturdenkmale in Oberweis

## Infrastruktur
In Oberweis kreuzen sich die Bundesstraße 50 und die Landesstraße L 7. Im Ort zweigt zudem von der L 7 die Kreisstraße K 9 ab.